# Директни елиминации на Шампионската лига 2015/16
Фазата на директни елиминации на Шампионска лига 2015/16 ще започне на 16 февруари 2016 г. и ще завърши на 28 май 2016 г. с финала на стадион Джузепе Меаца в Милано, Италия. Директните елиминации включват 16-те отбора, които завършиха на първите две места в техните групи по време на груповата фаза.
Всеки кръг по време на директните елиминации, освен финала, се състои от два мача, като всеки отбор играе един мач у дома. Отборът с по-добра голова разлика след двата мача продължава в следващия кръг. Ако след двата мача головата разлика е равна, отборът с повече голове на чужд терен след двата мача продължава. Ако и головете на чужд терен са равни, тогава 30 минути продължения се играят, разделени на две полувремена по 15 минути. Ако по време на продълженията се вкарат голове и резултата е още равен, гостуващият отбор продължава поради повече голове на чужд терен. Ако не се отбележат голове по време на продълженията, след тях се играят дузпи. Финалът, последният кръг, е само един мач. Ако след редовните 90 минути резултата е равен се играят продължения, последвани от дузпи, ако резултата все още е равен.
В тегленето за осминафиналите, осемте победители в групите са поставени, а осемте втори отбори са непоставени. Поставеният отбор ще бъде изтеглен в мач срещу непоставен отбор, като поставеният отбор е домакин във втория мач. Отбори от една и съща група или една и съща асоциация не могат да играят един срещу друг. В тегленето за четвъртфиналите и по-нататаък няма поставени и непоставени отбори и отборите от една и съща група или една и съща асоциация могат да играят един срещу друг.

## Кръгове и тегления
Всички тегления се провеждат в Нион, Швейцария.
| Фаза                | Кръг          | Час и дата на теглене      | Първи кръг                              | Втори кръг                              |
| ------------------- | ------------- | -------------------------- | --------------------------------------- | --------------------------------------- |
| Директни елиминации | Осминафинали  | 14 декември 2015 г., 13:00 | 16/17 и 23/24 февруари 2016 г.          | 8/9 и 15/16 март 2016 г.                |
| Директни елиминации | Четвъртфинали | 18 март 2016 г., 13:00     | 5/6 април 2016 г.                       | 12/13 април 2016 г.                     |
| Директни елиминации | Полуфинали    | 15 април 2016 г., 13:00    | 26/27 април 2016 г.                     | 3/4 май 2016 г.                         |
| Директни елиминации | Финал         | 15 април 2016 г., 13:00    | 28 май 2016 г. на Джузепе Меаца, Милано | 28 май 2016 г. на Джузепе Меаца, Милано |

## Класирали се отбори
| Легенда                                   |
| ----------------------------------------- |
| Поставени в тегленето за осминафиналите   |
| Непоставени в тегленето за осминафиналите |

| Група | Победител             | Втори           |
| ----- | --------------------- | --------------- |
| A     | Реал Мадрид           | Пари Сен Жермен |
| B     | Волфсбург             | ПСВ Айндховен   |
| C     | Атлетико Мадрид       | Бенфика Лисабон |
| D     | Манчестър Сити        | Ювентус         |
| E     | Барселона             | Рома            |
| F     | Байерн Мюнхен         | Арсенал         |
| G     | Челси                 | Динамо Киев     |
| H     | Зенит Санкт Петербург | Гент            |

## Осминафинал
Осемте победители от групите, заедно с отборите завършили на 2-ро място се теглят в 8 двойки, които играят 2 мача помежду си. В тази фаза не могат да се срещнат отбори от същата група или от същата футболна асоциация. Победителите от групите играят реванша като домакини.
Жребият се тегли на 14 декември 2015 г. в Нион, Швейцария. Първите мачове се играят на 16, 17, 23, 24 февруари 2016 г., а реваншите на 8, 9, 15 и 16 март 2016 г.
|                 | Общ резултат |                       | 1-ви мач | 2-ри мач |
| --------------- | ------------ | --------------------- | -------- | -------- |
| Гент            | 2:4          | Волфсбург             | 2:3      | 0:1      |
| Рома            | 0:4          | Реал Мадрид           | 0:2      | 0:2      |
| Пари Сен Жермен | 4:2          | Челси                 | 2:1      | 2:1      |
| Арсенал         | 1:5          | Барселона             | 0:2      | 1:3      |
| Ювентус         | 4:6          | Байерн Мюнхен         | 2:2      | 2:4      |
| ПСВ Айндховен   | 0:0 (7–8 д.) | Атлетико Мадрид       | 0:0      | 0:0      |
| Бенфика Лисабон | 3:1          | Зенит Санкт Петербург | 1:0      | 2:1      |
| Динамо Киев     | 1:3          | Манчестър Сити        | 1:3      | 0:0      |

### Първи кръг
| 16 февруари 2016 20:45 |

| Пари Сен Жермен            | 2 – 1  | Челси           |
| -------------------------- | ------ | --------------- |
| Ибрахимович 39' Кавани 78' | Доклад | Оби Микел 45+1' |

| Парк де Пренс, Париж 46 505 зрители Съдия: Карлос Веласко Карбайо |

| 16 февруари 2016 20:45 |

| Бенфика Лисабон | 1 – 0  | Зенит Санкт Петербург |
| --------------- | ------ | --------------------- |
| Жонас 90+1'     | Доклад |                       |

| Ещадио да Луж, Лисабон 48 615 зрители Съдия: Джанлука Роки |

| 17 февруари 2016 20:45 |

| Гент                  | 2 – 3  | Волфсбург                   |
| --------------------- | ------ | --------------------------- |
| Къмс 80' Кулибали 89' | Доклад | Дракслер 44', 54' Крузе 60' |

| Геламко Арена, Гент 19 978 зрители Съдия: Свейн Одвар Моен |

| 17 февруари 2016 20:45 |

| Рома | 0 – 2  | Реал Мадрид          |
| ---- | ------ | -------------------- |
|      | Доклад | Роналдо 57' Хесе 86' |

| Стадио Олимпико, Рим 55 612 зрители Съдия: Павел Краловец |

| 23 февруари 2016 20:45 |

| Арсенал | 0 – 2  | Барселона     |
| ------- | ------ | ------------- |
|         | Доклад | Меси 71', 83' |

| Емирейтс Стейдиъм, Лондон 59 889 зрители Съдия: Джунейт Чакър |

| 23 февруари 2016 20:45 |

| Ювентус                | 2 – 2  | Байерн Мюнхен       |
| ---------------------- | ------ | ------------------- |
| Дибала 63' Стураро 76' | Доклад | Мюлер 43' Робен 55' |

| Ювентус Арена, Торино 41 332 зрители Съдия: Мартин Аткинсън |

| 24 февруари 2016 20:45 |

| ПСВ Айндховен | 0 – 0  | Атлетико Мадрид |
| ------------- | ------ | --------------- |
|               | Доклад |                 |

| Филипс Стадион, Айндховен 34 948 зрители Съдия: Даниеле Орсато |

| 24 февруари 2016 20:45 |

| Динамо Киев | 1 – 3  | Манчестър Сити                |
| ----------- | ------ | ----------------------------- |
| Буялски 59' | Доклад | Агуеро 15' Силва 40' Туре 90' |

| Олимпийски стадион, Киев 53 691 зрители Съдия: Антонио Матеу Лаоз |

### Втори кръг
| 8 март 2016 20:45 |

| Волфсбург | 1 – 0  | Гент |
| --------- | ------ | ---- |
| Шюрле 74' | Доклад |      |

| Фолксваген-Арена, Волфсбург 23 457 зрители Съдия: Дамир Скомина |

Волфсбург печели с общ резултат 4–2.
| 8 март 2016 20:45 |

| Реал Мадрид              | 2 – 0  | Рома |
| ------------------------ | ------ | ---- |
| Роналдо 64' Родригес 68' | Доклад |      |

| Сантяго Бернабеу, Мадрид 76 654 зрители Съдия: Шимон Марчиниак |

Реал Мадрид печели с общ резултат 4–0.
| 9 март 2016 18:00 |

| Зенит Санкт Петербург | 1 – 2  | Бенфика Лисабон          |
| --------------------- | ------ | ------------------------ |
| Хълк 69'              | Доклад | Гайтан 85' Талиска 90+6' |

| Петровски, Санкт Петербург 17 768 зрители Съдия: Виктор Кашаи |

Бенфика Лисабон печели с общ резултат 3–1.
| 9 март 2016 20:45 |

| Челси     | 1 – 2  | Пари Сен Жермен           |
| --------- | ------ | ------------------------- |
| Коста 27' | Доклад | Рабио 16' Ибрахимович 67' |

| Стамфорд Бридж, Лондон 37 591 зрители Съдия: Феликс Брих |

Пари Сен Жермен печели с общ резултат 4–2.
| 15 март 2016 20:45 |

| Атлетико Мадрид | 0 – 0  | ПСВ Айндховен |
| --------------- | ------ | ------------- |
|                 | Доклад |               |

| Висенте Калдерон, Мадрид 50 135 зрители Съдия: Марк Клатенбърг |

|                                                     | Дузпи |                                                                |
| Гризман Габи Коке Нигез Торес Хименез Луиш Хуанфран | 8 – 7 | Ван Гинкел Гуардадо Прьопер Брума Морено Лестиен Ариас Нарсинг |

Атлетико Мадрид печели с 8–7 след дузпи.
| 15 март 2016 20:45 |

| Манчестър Сити | 0 – 0  | Динамо Киев |
| -------------- | ------ | ----------- |
|                | Доклад |             |

| Градски стадион на Манчестър, Манчестър 43 630 зрители Съдия: Овидиу Хацеган |

Манчестър Сити печели с общ резултат 3–1.
| 16 март 2016 20:45 |

| Барселона                      | 3 – 1  | Арсенал    |
| ------------------------------ | ------ | ---------- |
| Неймар 18' Суарез 65' Меси 88' | Доклад | Елнени 51' |

| Камп Ноу, Барселона 76 000 зрители Съдия: Сергей Карасьов |

Барселона печели с общ резултат 5–1.
| 16 март 2016 20:45 |

| Байерн Мюнхен                                       | 4 – 2  | Ювентус               |
| --------------------------------------------------- | ------ | --------------------- |
| Левандовски 73' Мюлер 90' Алкантара 108' Коман 110' | Доклад | Погба 5' Куадрадо 28' |

| Алианц Арена, Мюнхен 70 000 зрители Съдия: Йонас Ериксон |

Байерн Мюнхен печели с общ резултат 6–4.

## Четвъртфинал
От фазата на четвъртфиналите отборите се теглят от една обща урна, като първият изтеглен отбор е домакин в първия мач. Жребият се състои на 18 март 2016 г. Мачовете се играят на 5 и 6 април 2016 г. (първи срещи), както и на 12 и 13 април 2016 г.
|                 | Общ резултат |                 | 1-ви мач | 2-ри мач |
| --------------- | ------------ | --------------- | -------- | -------- |
| Волфсбург       | 2:3          | Реал Мадрид     | 2:0      | 0:3      |
| Байерн Мюнхен   | 3:2          | Бенфика Лисабон | 1:0      | 2:2      |
| Барселона       | 2:3          | Атлетико Мадрид | 2:1      | 0:2      |
| Пари Сен Жермен | 2:3          | Манчестър Сити  | 2:2      | 0:1      |

### Първи кръг
| 5 април 2016 20:45 |

| Байерн Мюнхен | 1 – 0  | Бенфика Лисабон |
| ------------- | ------ | --------------- |
| Видал 2'      | Доклад |                 |

| Алианц Арена, Мюнхен 70 000 зрители Съдия: Шимон Марчиниак |

| 5 април 2016 20:45 |

| Барселона       | 2 – 1  | Атлетико Мадрид |
| --------------- | ------ | --------------- |
| Суарес 63', 74' | Доклад | Торес 25'       |

| Камп Ноу, Барселона 88 534 зрители Съдия: Феликс Брих |

| 6 април 2016 20:45 |

| Пари Сен Жермен           | 2 – 2  | Манчестър Сити                |
| ------------------------- | ------ | ----------------------------- |
| Ибрахимович 41' Рабио 59' | Доклад | Де Бройне 38' Фернандиньо 72' |

| Парк де Пренс, Париж 47 774 зрители Съдия: Милорад Мажич |

| 6 април 2016 20:45 |

| Волфсбург                    | 2 – 0  | Реал Мадрид |
| ---------------------------- | ------ | ----------- |
| Родригес 18' (д.) Арнолд 25' | Доклад |             |

| Фолксваген-Арена, Волфсбург 26 400 зрители Съдия: Джанлука Роки |

### Втори кръг
| 12 април 2016 20:45 |

| Манчестър Сити | 1 – 0  | Пари Сен Жермен |
| -------------- | ------ | --------------- |
| Де Бройне 76'  | Доклад |                 |

| Градски стадион на Манчестър, Манчестър 47 288 зрители Съдия: Карлос Веласко Карбайо |

Манчестър Сити печели с общ резултат 3–2.
| 12 април 2016 20:45 |

| Реал Мадрид           | 3 – 0  | Волфсбург |
| --------------------- | ------ | --------- |
| Роналдо 16', 17', 77' | Доклад |           |

| Сантяго Бернабеу, Мадрид 53 039 зрители Съдия: Виктор Кашаи |

Реал Мадрид печели с общ резултат 3–2.
| 13 април 2016 20:45 |

| Бенфика Лисабон         | 2 – 2  | Байерн Мюнхен       |
| ----------------------- | ------ | ------------------- |
| Хименез 27' Талиска 76' | Доклад | Видал 38' Мюлер 52' |

| Ещадио да Луж, Лисабон 63 235 зрители Съдия: Бьорн Койперс |

Байерн Мюнхен печели с общ резултат 3–2.
| 13 април 2016 20:45 |

| Атлетико Мадрид       | 2 – 0  | Барселона |
| --------------------- | ------ | --------- |
| Гризман 36', 88' (д.) | Доклад |           |

| Висенте Калдерон, Мадрид 52 851 зрители Съдия: Никола Рицоли |

Атлетико Мадрид печели с общ резултат 3–2.

## Полуфинал
Жребия за тази фаза се тегли на 15 април 2016 г. Първите мачове се играят на 26 и 27 април, а реваншите на 3 и 4 май 2016 г.
|                 | Общ резултат |               | 1-ви мач | 2-ри мач |
| --------------- | ------------ | ------------- | -------- | -------- |
| Манчестър Сити  | 1:2          | Реал Мадрид   | 0:0      | 0:1      |
| Атлетико Мадрид | 2:2          | Байерн Мюнхен | 1:0      | 1:2      |

### Първи кръг
| 26 април 2016 20:45 |

| Манчестър Сити | 0 – 0  | Реал Мадрид |
| -------------- | ------ | ----------- |
|                | Доклад |             |

| Градски стадион на Манчестър, Манчестър 52 221 зрители Съдия: Джунейт Чакър |

| 27 април 2016 20:45 |

| Атлетико Мадрид | 1 – 0  | Байерн Мюнхен |
| --------------- | ------ | ------------- |
| Нигез 11'       | Доклад |               |

| Висенте Калдерон, Мадрид 52 127 зрители Съдия: Марк Клатенбърг |

### Втори кръг
| 3 май 2016 20:45 |

| Байерн Мюнхен              | 2 – 1  | Атлетико Мадрид |
| -------------------------- | ------ | --------------- |
| Алонсо 31' Левандовски 74' | Доклад | Гризман 53'     |

| Алианц Арена, Мюнхен 70 000 зрители Съдия: Джунейт Чакър |

Атлетико Мадрид 2–2 Байерн Мюнхен. Атлетико Мадрид печели поради повече отбелязани голове на чужд терен
| 4 май 2016 20:45 |

| Реал Мадрид         | 1 – 0  | Манчестър Сити |
| ------------------- | ------ | -------------- |
| Фернандо 20' (авт.) | Доклад |                |

| Сантяго Бернабеу, Мадрид 78 300 зрители Съдия: Дамир Скомина |

Реал Мадрид печели с общ резултат 1–0.

## Финал
| 28 май 2016 21:45 |

| Реал Мадрид                       | 1–1 сл. пр. | Атлетико Мадрид            |
| --------------------------------- | ----------- | -------------------------- |
| Рамос 15'                         | Доклад      | Караско 79'                |
|                                   | Дузпи       |                            |
| Васкес Марсело Бейл Рамос Роналдо | 5–3         | Гризман Габи Саул Хуанфран |

| Джузепе Меаца, Милано 71 942 зрители Съдия: Марк Клатенбърг |